# Alberto Barrera Tyszka
Œuvres principales
- La Maladie

Alberto Barrera Tyszka, né le 18 février 1960 à Caracas, est un écrivain, scénariste et journaliste vénézuélien.

## Biographie
Il est diplômé en littérature de l'université centrale du Venezuela, dont il devient ensuite l'un des professeurs. 
Au début des années 1980, il participe à des cercles de poésie, dont Tráfico y Guaire. Ses poèmes paraissent dans diverses anthologies et recueils publiés en Espagne, au Mexique, en Argentine, à Cuba et au Venezuela. 
À partir de 1996, il signe une chronique régulière dans le journal El Nacional et contribue également à la revue Letras Libres. En 2004, en collaboration avec la journaliste Cristina Marcano, il signe une biographie de Hugo Chávez, qui obtient un retentissement international.
Il aborde le roman avec También el corazón es un descuido en 2001. Son second roman, La Maladie (La enfermedad), paru en 2006, reçoit la même année le prix Herralde. En 2015, son roman Les Derniers Jours du commandant  (Patria o muerte), évoquant la lutte contre le cancer du président Hugo Chávez entre 2011 et sa mort en 2013, remporte le prix Tusquets du roman (es).
Comme scénariste, il participe à l'écriture de nombreux feuilletons diffusés en Argentine, en Colombie, au Mexique et au Venezuela, dont 125 épisodes de La Calle de las novias depuis 2000 et 171 épisodes de El árbol de Gabriel pendant la saison 2011-2012.

## Œuvre

### Romans
- También el corazón es un descuido (2001)
- La enfermedad (2006) Publié en français sous le titre La Maladie, traduit par Vincent Raynaud, Paris, Gallimard, coll. « Du monde entier », 2010  (ISBN 978-2-07-078561-2)
- Rating (2011) Publié en français sous le titre Rating, traduit par Nicole Rochaix-Salmona, Lyon, Zinnia éditions, 2015  (ISBN 979-10-92948-11-0)
- Patria o muerte (2015) Publié en français sous le titre Les Derniers Jours du commandant, traduit par Robert Amutio, Paris, Gallimard, coll. « Du monde entier », 2018  (ISBN 978-2-07-019710-1)

### Recueils de nouvelles
- Edición de lujo (1990)
- Perros (2006)
- Crímenes (2009) Deux nouvelles de ce recueil ont été publiées en français : La correspondencia ajena sous le titre La Correspondance des autres, traduit par Nicole Rochaix, Lyon, Zinnia éditions, 2013  (ISBN 978-2-9544723-2-4) et Balas perdidas sous le titre Balles perdues, traduit par Nicole Rochaix, Lyon, Zinnia éditions, 2013  (ISBN 978-2-9544723-1-7)

### Poésie
- Amor que por demás (1985)
- Coyote de ventanas (1993)
- Tal vez el frío. (2000)
- La inquietud. Poesía reunida (1985-2012) (2013)

### Biographie
- Hugo Chávez sin uniforme (2004), en collaboration avec Cristina Marcano